# Atheta ebenina
Atheta ebenina är en skalbaggsart som först beskrevs av Étienne Mulsant och Claudius Rey 1873.  Atheta ebenina ingår i släktet Atheta, och familjen kortvingar. Arten är reproducerande i Sverige.